# Stazione sperimentale per l'industria delle pelli e delle materie concianti
La Stazione sperimentale per l'industria delle pelli e delle materie concianti (SSIP) è stata istituita a Napoli per regio decreto nel 1885. Originariamente, è nata per rispondere alle necessità dell’economia "locale", comunque mediata dal Ministero industria commercio e agricoltura.
Col tempo la SSIP ha progressivamente ampliato i suoi campi di attività, adeguandoli alle esigenze dell’intera filiera conciaria, fino ad operare su scala nazionale ed internazionale. Attualmente ha subito un processo di riordinamento giuridico assumendo, a seguito del decreto legge 31 maggio 2010 n. 78, inizialmente la forma di azienda speciale della Camera di commercio di Napoli, per poi costituirsi, nel dicembre 2014, in un nuovo organismo di ricerca nazionale delle Camere di commercio di Napoli, Pisa e Vicenza, quali organismi rappresentativi dei principali distretti conciari italiani.

## Mission
La SSIP opera a supporto di tutte le aziende italiane del settore conciario, con attività di ricerca e sviluppo, formazione, certificazione di prodotti e processi, analisi, controlli e consulenza.
La mission della stazione sperimentale è sviluppare e promuovere l’innovazione di processo, di prodotto e dei servizi dell’industria conciaria, al fine di migliorare la capacità competitiva a livello internazionale per qualità della produzione, sviluppo tecnologico e sostenibilità ambientale, a vantaggio dell’intera filiera e dei principali mercati obiettivo: arredamento, automotive, calzatura, interiors, moda, pelletteria.
L’obiettivo della stazione sperimentale è di consentire all’industria conciaria italiana, rappresentata in maggioranza nei distretti industriali, di conservare il primato internazionale in termini di:
- qualità della produzione
- sviluppo tecnologico
- normazione e sostenibilità
- formazione
- piattaforme di innovazione
- trasferimento tecnologico

## Attività
La stazione sperimentale ha la sua sede legale ed operativa presso lo storico stabilimento di Napoli, in via Nuova Poggioreale 38. Alla sede centrale si aggiungono le diverse sedi ed uffici distaccati, presenti sul territorio nazionale, nelle aree di maggiore interesse per la filiera conciaria.